# Carol Duval-Leroy
Carol Duval-Leroy (Ukkel, 27 juli 1955), geboren als Carole Nilens, is een Franse onderneemster van Belgische afkomst.     
Van 1991 tot 22 december 2022 was zij algemeen directeur (CEO) van het familiebedrijf Duval-Leroy, een champagnehuis gevestigd in de gemeente Blancs-Coteaux, deelgemeente Vertus, gelegen in de Côte des Blancs. Sindsdien is ze lid van de Raad van Toezicht. Van 2007 tot 2010 was zij ook de eerste vrouwelijke voorzitter van de Association Viticole Champenoise (AVC). Daarnaast heeft ze nog meerdere andere functies uitgevoerd.    
Ze kreeg verschillende erkenningen voor haar werk, innovaties en inzet voor champagne in het algemeen. De belangrijkste zijn: ridder van de Franse orde van het Legioen van Eer, alsook commandeur in de Orde van Leopold II (België).  

## Biografie

### Haar eerste jaren
Carole Nilens, geboren op 27 juli 1955 in Ukkel, is de dochter van een Vlaamse industrieel en een Waalse moeder. 
Ze ontmoette Jean-Charles Duval, een Fransman, op 15-jarige leeftijd in een rotary-club waarvan hun beide ouders lid waren.
Ze studeerde economie en startte een carrière in de vastgoedsector. Uiteindelijk ging ze op Ibiza wonen, en later in de Republiek Congo (nu Congo-Kinshasa). Ze hield van gastronomie en droomde ervan een chique restaurant te runnen.
Jean-Charles Duval huwde in 1980 zijn jeugdliefde Carole Nilens. In 1991, op 39-jarige leeftijd, stierf Jean-Charles Duval aan kanker. De drie kinderen, Julien (acht jaar), Charles (zes jaar) en Louis (vier jaar) erven het bedrijf, maar zijn te jong om het bedrijf over te nemen. Zoals beloofd aan haar echtgenoot, nam Carole Nilens, op dat moment 35 jaar, de teugels van het bedrijf in handen.

### Aan het hoofd van het bedrijf
Vanaf het aantreden als hoofd van het familiebedrijf heeft ze er een erezaak van gemaakt om de drie-eenheid van het huis te respecteren: beschermen, perfectioneren en doorgeven. Verder stelde ze een aantal objectieven voor het bedrijf, met name de modernisering van de productieprocessen, de ontwikkeling van traditionele distributiekanalen, het vergroten van het productaanbod en de uitbreiding van de export.
De eerste twee belangrijke gebeurtenissen zijn de afwerking van de nieuwe wijnmakerij en het uitbrengen van een cuvée de prestige. Dit waren twee projecten die door haar echtgenote opgestart waren, maar die gezien zijn vroegtijdig overlijden niet afgewerkt konden worden. In september 1991 was er de opening van de nieuwe wijnmakerij, 70.000 vierkante meter groot, aan de rand van Vertus.
Haar eerste beslissing was om een nieuwe naam te vinden voor de cuvée de prestige die haar overleden man voor ogen had. Ze besloot de cuvée "Femme de Champagne" (Vrouw van Champagne) te noemen als verwijzing naar de nieuwe identiteit van het bedrijf. Gemaakt van 85% chardonnay en 15% pinot noir, uitsluitend geteeld in Grands Crus-gebieden, wordt Femme de Champagne beschreven als een elegante en delicate, en daarom vrouwelijke champagne.
Haar tweede beslissing was om een nieuwe functie in het bedrijf te creëren, met name "hoofd kwaliteitscontrole". De toen 23-jarige Sandrine Logette-Jardin, die net haar diploma in oenologie had behaald, werd hiervoor aangetrokken. Na slechts drie jaar (in 1994) werd Duval-Leroy het eerste champagnehuis dat de ISO 9002-certificering kreeg. Deze standaard legt vast hoe een organisatie haar kwaliteit kan waarborgen.
Een derde vroege beslissing was om terug te plooien op één enkel merk in plaats van de verschillende merken die tot dan door het huis geproduceerd werden.  
Duval-Leroy was expansief in de late 20e eeuw, maar ook in de vroege 21e eeuw. De verkoop steeg van 400.000 flessen in 1980 via 4 miljoen flessen in 2000 naar 5,2 miljoen in 2006. De productie ging verder omhoog naar 6 miljion flessen om terug te dalen naar 4,5 tot 5 miljoen flessen om de kwaliteit te garanderen.
Het 150-jarig jubileum van het familibedrijf in 2009 greep Carol Duval-Leroy aan om de visuele identiteit van het merk te vernieuwen en de wijnmakerij verder te moderniseren. De naam met koppelteken werd verwerkt in een nieuw, modern en dynamisch logo. De wijnmakerij, die twintig jaar eerder was ontworpen, werd opnieuw uitgebreid en aangepast aan de hedendaagse milieueisen.

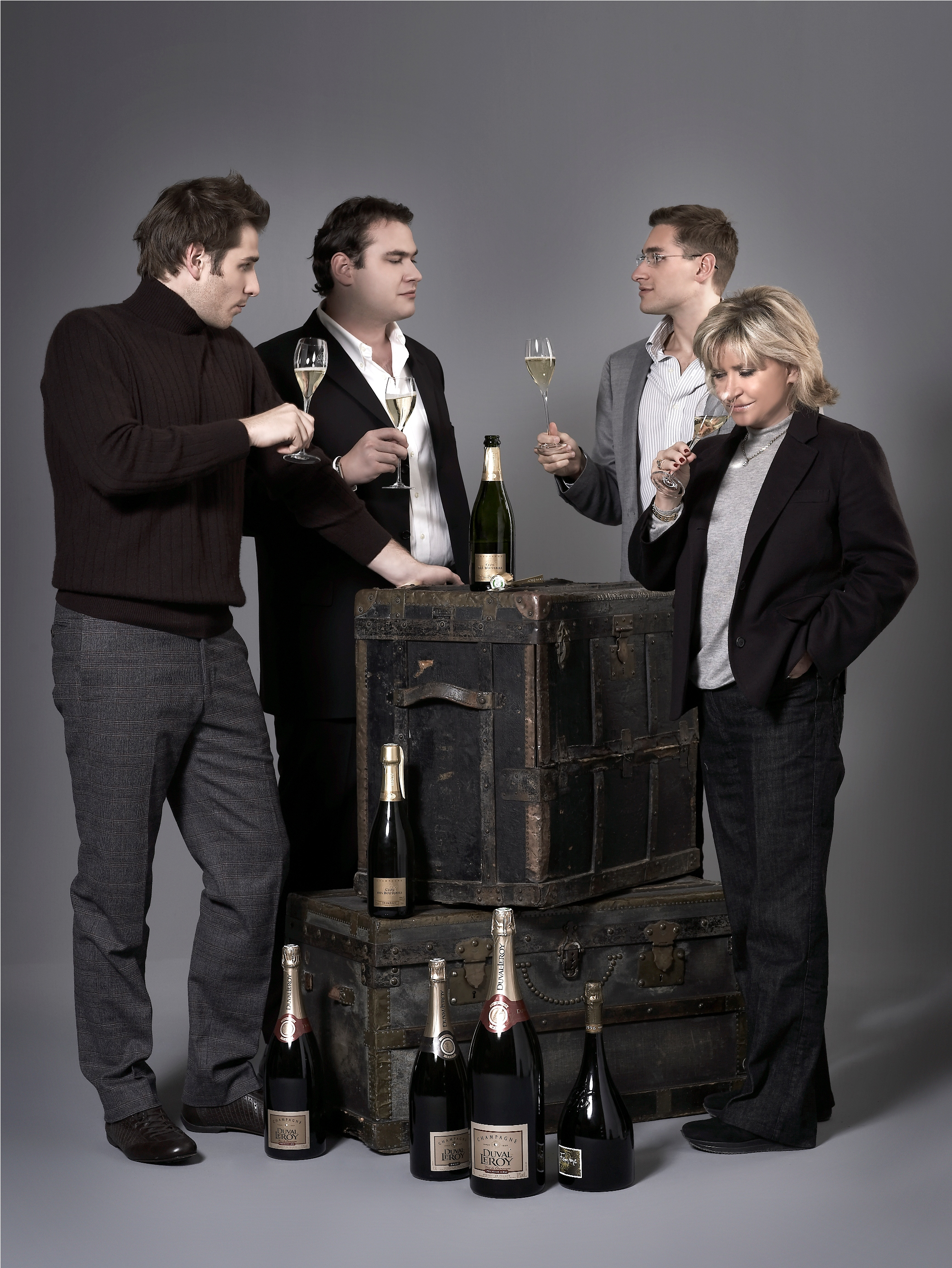
Carol Duval-Leroy en haar drie zonen

Geleidelijk aan hebben haar drie zonen zich bij haar aangesloten en functies binnen het bedrijf op zich genomen. Julien, de oudste, is algemeen directeur, Charles is verantwoordelijk voor communicatie en marketing, Louis, de jongste, is verantwoordelijk voor public relations. Edouard, een vierde zoon, geboren in 1981 uit het eerste huwelijk van Jean Charles Duval-Leroy, heeft een importbedrijf voor wijn en sterke drank opgezet in Shanghai. Hij is ook de exclusieve vertegenwoordiger van Duval-Leroy voor de Chinese markt.
Duval-Leroy was het eerste huis dat een cuvée produceerde van biologisch geteelde pinot noir druiven. Deze cuvée heet “Authentis” en heeft het label “Ecocert” (voor “eco-certificering”) gekregen. Ze produceren ook een “Brut AB”, van biologisch geteelde druiven. “AB” staat voor “Agriculture Biologique”, het Franse equivalent van “biologische landbouw”.
Ze werd vaak geprezen als een visionair die traditionele methoden moderniseerde zonder de essentie van champagne uit het oog te verliezen.
De kinderen, die reeds langere tijd actief waren, hebben vanaf 22 december 2022 de leiding van het bedrijf in handen.

### Andere functies
Carol Duval-Leroy heeft meerdere andere functies vervuld:
- Ze was lid van de Raad van de Union des Maisons de Champagne, de beroepsvereniging van champagnehuizen.[14]
- Ze was lid van het regionaal comité van het Institut national de l'origine et de la qualité (INAO, acroniem van de vroegere naam Nationaal Instituut voor Oorsprongsbenamingen).[14]
- Ze was lid van verschillende commissies van het Comité Interprofessionnel du vin de Champagne (CIVC), het interprofessionele orgaan dat alle actoren in de wijnsector van de appellatie Champagne verenigt: wijnbouwers, handelaren, champagnehuizen, beroepsverenigingen en coöperatieve wijnkelders.[14]
- In 2007 was zij de eerste vrouw die leidinggaf aan de Association Viticole Champenoise (AVG), waarvan zij tot 2010 voorzitter was.[3][15]  De AVG is een overkoepelende organisatie die zich bezighoudt met alle technische problemen in de wijngaarden. Begin 2025 is ze nog altijd de enige vrouw die die functie ooit uitvoerde.
- Sinds haar aftreden als algemeen directeur is ze lid van de Raad van Toezicht van het champagnehuis.
- Op 2 februari 2023 richtte ze ook CAHO op. Dit bedrijf, waarvan ze voorzitter is, heeft als doel "Beheer van het imago van mevrouw Caroline Nilens Duval, met name met het oog op de ontwikkeling van het merk Champagne Duval-Leroy."[2]

### Vermogen van de familie
Sinds 1998 behoort ze, samen met haar familie, tot de 500 rijkste mensen van Frankrijk. Met een geschat vermogen van 400 miljoen euro bekleedt ze in 2019 de 220e positie. In 2020, daalde ze terug naar de 240e plaats aangezien hun fortuin met 25 miljoen is afgenomen. 
In 2020 bekleedde ze de 11e plaats in de wijnsector. In 2024, was dit een gedeelde 16e plaats, met een vermogen van nog altijd 400 miljoen euro. Hiermee bekleedde ze de 329e positie in Frankrijk.

## Innovaties
Onder haar leiding heeft het huis verschillende innovaties doorgevoerd:
- In 1994 werd Duval-Leroy het eerste champagnehuis dat de ISO 9002-certificering kreeg.[10] Deze standaard legt vast hoe een organisatie haar kwaliteit kan waarborgen.
- Het huis had de eerste wijnmakerij ter wereld die een fotovoltaïsche energiecentrale, een regenwateropvangsysteem en thermische en geluidsisolatie combineert met een groene wand.
- Ze introduceerde als eerste processen om de kenmerken van het terroir ("oenoclimates") beter tot uiting te brengen. De cuvée Brut AB, als oenoklimatische cuvée, wordt elk jaar geproduceerd om de meteorologische verschillen in hetzelfde terroir te benadrukken.
- Duval-Leroy was het eerste champagnehuis dat gecertificeerd werd voor duurzame wijnbouw met een Haute Valeur Environnementale (HVE)-certificering.
- In 2010 werd Duval-Leroy het eerste champagnehuis dat een drievoudige certificering kreeg rond voedselveiligheid, met name International Featured Standard - Food (IFS), BRC Food et ISO 22000.[20]

## Ondersteunde onderscheidingen
Carol Duval-Leroy heeft haar naam aan verschillende prijzen verbonden gerelateerd aan onderwerpen die haar nauw aan het hart liggen: vrouwen, het culinaire en duurzaamheid.
- Meilleur Ouvrier de France (MOF) Sommeliers: Sinds 2000 ondersteunt het huis de competitie voor de beste sommelier van Frankrijk.
- Carol Duval-Leroy Trofee: Sinds 2005 beloont deze prijs de beste jonge banketbakker in de "Dessert van het Jaar" competitie.
- Prix de la Closerie des Lilas: Een, door haar gesponsorde, jaarlijkse literaire prijs (sinds 2007) die wordt uitgereikt aan de beste vrouwelijke romanschrijver.
- Duval-Leroy Trofee voor Beste Jonge Sommelier van Frankrijk: Sinds 2009 beloont deze tweejaarlijkse wedstrijd sommeliers onder de 26 jaar.
- Duval-Leroy Trofee voor Duurzaamheid: Deze beloont de winnaar voor zijn inzet voor duurzaamheid.

## Champagneweduwen

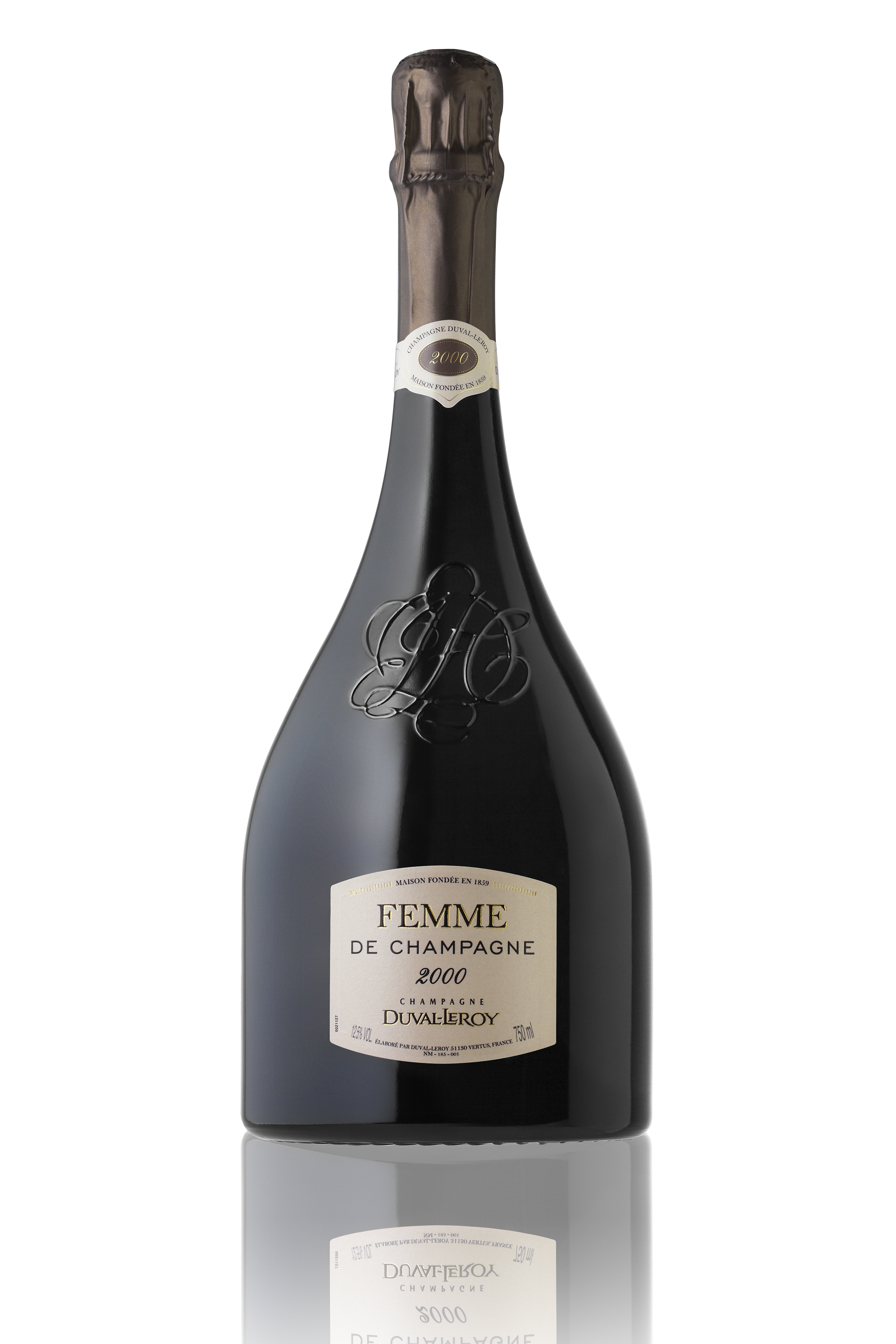
Femme de champagne

De "Champagneweduwen" is de uitdrukking die wordt gebruikt om de vrouwen aan te duiden die na de dood van hun echtgenoot in de 19e en 20e eeuw de leiding van een champagnehuis overnamen. Tot deze groep behoren Nicole-Barbe Clicquot-Ponsardin (Veuve Clicquot), Lily Bollinger en vele anderen. 
Carol Duval-Leroy wilde niet dagelijks aan het overlijden van haar echtgenote herinnerd worden:

Eén zaak wilde ik zeker niet: de term veuve aan ons merk toevoegen, zoals hier in Champagne vaak gebeurt. Veuve Clicquot is deel van een multinational, daar doet het niemand pijn als men die term gebruikt. Maar ik wilde niet elke dag in mijn eigen bedrijf herinnerd worden aan mijn persoonlijke drama, ik vind ook dat zoiets persoonlijks niet voor commerciële doeleinden mag gebruikt worden. Ik heb mijn situatie, als vrouw alleen aan het hoofd van een groot champagnehuis, op een andere manier vormgegeven. Zo heb ik onze topcuvée, van alleen grand cru-druiven, de naam Femme gegeven.

## Onderscheidingen
- In januari 2008 werd ze geridderd in de Franse orde van het Legioen van Eer, de hoogste en belangrijkste Franse nationale onderscheiding. Deze erkenning droeg ze op aan haar overleden man, haar familie en champagne in het algemeen.
- In 2012 werd haar de titel "Belgische Wijnpersoonlijkheid van het jaar" toegekend door de redactie van VinoMagazine. De toekenning is gebaseerd op de prestaties van 2011.[20]
- In 2013 werd ze commandeur in de Orde van Leopold II, een burgerlijke orde door koning Leopold II van België ingesteld. De uitreiking vond plaats in de Belgische ambassade in Parijs, Frankrijk.
- In 2013 werd Carol Duval-Leroy door het Revue du Vin de France uitgeroepen tot “meest invloedrijke vrouw in Champagne”.[21]
- In december 2013 werd de toewijding aan duurzaamheid erkend met de Green Business-prijs van La Tribune Women's Awards. Deze prijs beloont de acties die Carol Duval-Leroy al jarenlang onderneemt ten behoeve van het milieu en duurzame ontwikkeling binnen haar bedrijf.
- In september 2014 wint het huis de trofee “Le Chêne” in de categorie Duurzame Ontwikkeling. Deze trofee beloont familiebedrijven die toonaangevend zijn in hun vakgebied. De jury bestaat uit leiders uit het bedrijfsleven.[22]
- Op 7 oktober 2015 ontving ze een prijs voor haar gastronomische invloed.[15]
- In mei 2024 ontving ze het ridderinsigne in de Franse Orde van Gastronomische Invloed, die tot doel heeft de Franse kookkunst te promoten. Zij werd daarmee de eerste vrouw die door de orde werd gedecoreerd, maar ook de eerste persoonlijkheid uit de Champagne.
- Zij werd verheven tot de rang van hoogwaardigheidsbekleder in de Ordre des Coteaux de Champagne.[14]

## Varia
- Ze was steeds erg gehecht aan België en de Belgen en ze bleef een royalist. Daarom hing de Belgische vlag aan het hoofdkwartier van Duval-Leroy, behalve op 14 juli. Dit om de burgemeester van Vertus tevreden te stellen.[20]
- Voor haar zonen heeft Carol Duval-Leroy een officiële naamsverandering bekomen. In plaats van Duval heten ze nu Duval-Leroy.[6]
- Hoewel ze haar vroege droom om een chic restaurant te runnen niet kon waarmaken, heeft Carol Duval-Leroy in 2008 een kookboek gepubliceerd, met de titel Femme de Champagne[10]. Het bevat persoonlijke recepten en speciale combinaties van eten en champagne.
- Ze schreef nog een tweede boek met dezelfde naam,[23] maar deze keer behandelt het boek haar rol aan het hoofd van het champagnehuis. Dit boek werd uitgebracht op 14 oktober 2021 ter gelegenheid van haar 30-jarig jubileum.[15]